# Teodoric Nibelung
Teodoric (Thierry o Tètric) fou un noble franc de la família dels Nibelúngides, descendent de Khildebrand I, germà de Carles Martel. Seria fill de Nibelung III, comte a Borgonya i propietari de Baugy.
És esmentat, el 876, com a comte de Vermandois i com un dels executors testamentaris d'Eccard de Mâcon, comte de Mâcon i d'Autun, mort el 877. Posseïa terres a l'entorn de Saint-Quentin, on era abat laic, i també a Soissons i a Meaux.
D'una esposa desconeguda n'hauria tingut un fill, també anomenat Teodoric, i segurament una filla, casada amb Pipí (fill de Bernat, rei d'Itàlia), que fou comte al nord del Sena, mare d'Heribert I, comte de Vermandois.